# Gallardo y calavera
Gallardo y calavera es una comedia protagonizada por Frank Sinatra. La película se basa en la obra teatral homónima de Neil Simon, estrenada en Estados Unidos en 1963. Algunos actores famosos se dejaron caer por la película en forma de cameo, es el caso de Dean Martin, que como Sinatra, era miembro del grupo de actores que conformaban el llamado rat pack.

## Argumento
Alan es un soltero que proviene de una familia judía de clase media, pero que vive en un lujoso ático de Manhattan, donde nunca falta una mujer bonita. Sus padres quieren que se case, pero el matrimonio y su modo de vida, son cosas incompatibles.

## Otros créditos
- Fecha de estreno: 5 de junio de 1963, (Nueva York.
- Productora: Essex Productions y Tandem Enterprises
- Distribuidora: Paramount Pictures
- Color: Technicolor
- Productor ejecutivo: Howard W. Koch
- Asistente de producción: Jane Hoyt Thompson
- Asistente de dirección: Daniel McCauley y Tony LaMarca
- Montaje: Frank P. Keller
- Efectos especiales: Paul K. Lerpae
- Dirección artística: Roland Anderson y Hal Pereira
- Decorados: Sam Comer y James W. Payne
- Diseño de vestuario: Edith Head
- Maquillaje: Wally Westmore
- Peluquería: Frederic Jones, Jay Sebring, Gene Shacove y Christine Widmeyer
- Coreografía: Jack Baker

## Premios
- Hal Pereira, Roland Anderson, Samuel M. Comer y James Payne, estuvieron nominados en al Óscar a la Mejor dirección artística.
- Los actores de la película estuvieron nominados en cuatro categorías en los Globo de Oro:

- Mejor actor en comedia o musical: Frank Sinatra
- Mejor actriz en comedia o musical: Molly Picon
- Mejor actriz en comedia o musical: Jill St. John
- Mejor actor de reparto: Lee J. Cobb